# Zoológico de Liubliana
O Jardim Zoológico de Liubliana (em esloveno:  Živalski vrt Ljubljana) é um zoológico de 19,6 hectares em Liubliana, na Eslovénia. Serve como o zoológico nacional da Eslovénia e está aberto todo o ano. O zoológico tem 119 espécies e (sem contar os insetos) e um total de 500 animais.

## História
O zoológico de Liubliana foi estabelecido a 10 de Março de 1949 pelo conselho da cidade de Liubliana. Foi inicialmente hospedado no Distrito Central e mudou-se para sua localização actual em 1951. :9
Em 2008 foi anunciada uma reforma completa do zoológico que seria concluída até 2016. Em 2009, uma nova colónia de saimiri chegou ao seu novo recinto. No mesmo ano chegaram novas alpacas e pandas vermelhos. No final de 2009, a construção de um novo recinto para leões-marinhos começou e, a partir de 2013, o zoológico abriga três leões-marinhos da Califórnia. Em 2010, os dois tigres siberianos morreram de velhice. Desde 1996, também hospedou dois leões (Panthera leo), um macho e uma fêmea, do Zoológico de Karlsruhe. O macho morreu após uma operação ortopédica em 2011 e a fêmea morreu devido a um cancro em 2013.
Em 2011, um novo recinto foi construído para abrigar quatro guaxinins. O zoológico também recebeu um novo par de linces. Em 2012 chegou um par de grous siberianos e na outra parte do zoológico foram colocados 40 flamingos maiores. Em 2013, o zoológico recebeu o primeiro par de chitas da sua história, que vieram do Jardim Zoológico de Boras na Suécia e foi colocado no antigo recinto do tigre siberiano, que foi redesenhado. Também foi anunciado que um novo par de tigres siberianos chegaria no final de agosto de 2017.